# Leiodytes
Leiodytes es un género de coleópteros adéfagos  perteneciente a la familia Dytiscidae. 

## Especies
- Leiodytes acutus	Wang, Sato & Yang 1998
- Leiodytes australis	Bistrom 1987